# Potter County, South Dakota
Potter County är ett administrativt område i delstaten South Dakota, USA, med 2 329 invånare. Den administrativa huvudorten (county seat) är Gettysburg.

## Geografi
Enligt United States Census Bureau har countyt en total area på 2 327 km². 2 244 km² av den arean är land och 83 km² är vatten.

### Angränsande countyn
- Walworth County, South Dakota – nord
- Edmunds County, South Dakota – nordost
- Faulk County, South Dakota – öst
- Hyde County, South Dakota – sydost
- Sully County, South Dakota – syd
- Dewey County, South Dakota – väst